# Stragulotingis
Stragulotingis is een geslacht van wantsen uit de familie van de Tingidae (Netwantsen). Het geslacht werd voor het eerst wetenschappelijk beschreven door Froeschner in 1969.

## Soorten
Het genus bevat de volgende soorten:

- Stragulotingis atratarsis (Drake & Hambleton, 1946)
- Stragulotingis bicincta (Monte, 1946)
- Stragulotingis englemani Froeschner, 1991
- Stragulotingis lichyi (Monte, 1945)
- Stragulotingis meconota Knudson, 2018
- Stragulotingis plicata (Champion, 1897)